# Kantoni csata (1857)
A kantoni csata a második ópiumháború egyik ütközete volt Kína és Nagy-Britannia, valamint Franciaország között, 1857. december 28–31. között Kantonban.
Habár a brit Királyi Haditengerészet már nyáron elpusztította a kínai dzsunkákat az év nyarán, a szipojlázadás miatt el kellett halasztaniuk a támadást a város ellen. A britek és franciák december 22-én kezdték meg a város felderítését. A csata Kanton ágyúzásával és a parttól egy mérföldre lévő Lin erődjének elfoglalásával vette kezdetét 28-án, és másnap a katonák partraszálltak a Kupar pataknál, délkeletre a várostól. A kínaiak úgy gondolták, hogy a támadók először a közelben lévő magaslatot próbálják meg elfoglalni, azonban december 29-én reggel 9 órakor, amikor véget ért a város ágyúzása, francia katonák kevés ellenállás mellett felmásztak a várost körbevevő falakra. Mivel a tervezettnél korábban érkeztek, így a saját ágyúik tüze őket is érte. 4700 brit és indiai és 900 francia katona mászta meg a városfalat, a támadás során 13 brit és egy francia halt meg. A falakat egy hétig tartották elfoglalva, majd január 5-én a támadók a város utcáiba mentek,. ahol egyes források szerint tízezreket öltek meg vagy fogtak el és 30 000 házat égettek le, más források szerint azonban a 450 fős katonai veszteség mellett 200 civil halt meg.
Je Ming-csen (Ye Mingchen) megbízottat elfogták és Kalkuttába vitték, ahol egy év múlva halt meg. A város elfoglalása után a britek és franciák egy közös bizottságot hoztak létre a város irányítására. Részben a csata és az azt követő megszállás miatt - a kínaiak el akarták kerülni a pekingi csata megismétlődését - a kínaiak 1858. június 26-án aláírták a tiencsini egyezmény (tianjini egyezmény)t, ami véget vetett a második ópiumháborúnak.

## Fordítás
- Ez a szócikk részben vagy egészben  a   Battle of Canton (1857) című angol Wikipédia-szócikk ezen változatának fordításán alapul.  Az eredeti cikk szerkesztőit annak laptörténete sorolja fel. Ez a jelzés csupán a megfogalmazás eredetét és a szerzői jogokat jelzi, nem szolgál a cikkben szereplő információk forrásmegjelöléseként.